# ميخائيل دوكيانوس
ميخائيل الثالث دوكيانوس (باليونانية: Μιχαήλ Δουκειανός)‏ ويعرف أيضًا باليافع، كان كتبان إيطاليا بين 1040-1041. حل مكان نيقفوروس دوكيانوس. كانت أولى قراراته منح سيادة ملفي لأردوين اللومباردي المتحدث باليونانية. مع ذلك، سرعان ما نقض أردوين الصلح وقاد مرتزقته النورمان لدعم تمرد أرغيروس في بوليا. في 16 مارس 1041، بالقرب من فينوسا على نهر أوليفينتو، التقى بالجيش اللومباردي النورماني ولكنه هزم. عزل في سبتمبر من العام ذاته ليحل محله إكزاغستوس بويوانيس.